# Porcellio tiberianus
Porcellio tiberianus là một loài chân đều trong họ Porcellionidae. Loài này được Verhoeff miêu tả khoa học năm 1923.